# Koło szwedzkie

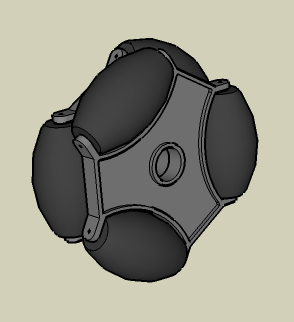
Koło omnikierunkowe

Koło szwedzkie (zwane także kołem omnikierunkowym) stosowane jest w robotach mobilnych, a dokładniej w robotach o klasie (3,0). Dzięki nim robot staje się robotem holonomicznym.

## Budowa
Koło szwedzkie posiada na swoim obwodzie zamontowane w odpowiedni sposób dodatkowe rolki. Umożliwiają one ruch koła w dowolnym kierunku, bez względu na to, jak koło jest zorientowane w przestrzeni.